# 衿川姜氏
衿川姜氏（クムチョンガンし、きんせんきょうし、금천 강씨）はソウル特別市の衿川区を本貫とする韓国の氏族である。高句麗で都元帥を務めていた姜以式将軍を始祖とする晋州姜氏の分派で、晋州姜氏の仁憲公姜邯賛の子孫である「仁憲公派」にあたる。また、衿州姜氏ともいう。2015年調査では、人口は973人。

## 概要
創設者は、高句麗時代の姜以式将軍であり、衿川姜氏は高麗時代の名将姜邯賛の出生地が衿川であるために派生した分派である。衿川姜氏は、晋州姜氏の5大派（殷烈公派・博士公派・少監公派・関西公派・仁憲公派）のなかで仁憲公派をいう。したがって、衿川姜氏はあくまでも晋州姜氏の世派の一つであり、晋州姜氏と別の位置づけとはなっていない。

## 主要人物
- 姜邯賛：中始祖（氏族再興の祖）
- 姜碩期：朝鮮中期の文臣。愍懐嬪姜氏の父で昭顕世子の職人。
- 姜燦：朝鮮の重臣。
- 愍懐嬪姜氏：昭顕世子の妻。

## 本貫
衿川は、現在の永登浦区・九老区・衿川区・冠岳区・光明市一帯の古い地名。

## 歴史
- 三韓時代：馬韓の領土であり、三国時代には仍伐奴県と呼ばれた。
- 新羅時代：757年（景徳王15年）、穀壌県に改称。
- 940年（太祖23年）：衿州（衿陽）に改称。
- 995年（成宗14年）：衿州に団練使を置く。1005年（穆宗8年）に廃止。
- 1018年（顕宗9年）：樹州（富平）の属県となり、「始興」に改称。
- 1414年（太宗13年）：果川県と統合されて衿果県になるが、間もなく廃止。再び陽川県と統合して衿陽県となったが、翌年分離されて衿川県に名称を変えて県監が派遣される。
- 1795年（正祖19年）：果川県と結合されたことから、衿川郡を始興県に改称。
- 1895年（高宗32年）：地方制度改正で仁川府始興郡となったが、1896年京畿道始興郡となった。
- 1914年：郡面廃合に果川郡と安山郡が始興郡に編入された。その後始興郡の一部は、ソウル特別市に編入され、残りの一部は、安養、光明、安山、始興、軍浦、義王、果川などで分離された。ちなみに現在の始興市の地域は、かつての仁川、安山の各一部である。